# Selección de fútbol sub-17 de Polonia
La selección de fútbol sub-17 de Polonia es el equipo que representa al país en la Copa Mundial de Fútbol Sub-17 y en la Eurocopa Sub-17, y es controlada por la Asociación Polaca de Fútbol.

## Historia
Han participado en 5 ocasiones en el torneo continental, en donde fueron campeones en una ocasión en el año 1993 y llegaron a las semifinales en una ocasión.
También han participado en dos ocasiones en el Mundial Sub-17, donde su mejor participación ha sido en la edición de 1993 cuando quedaron en 4.º lugar.

## Palmarés
- Eurocopa Sub-17: 1

1993
- - Tercer lugar: 1

2012

## Estadísticas

### Mundial FIFA Sub-17
| Año   | Ronda                                 | J                                     | G                                     | E1                                    | P                                     | GF                                    | GC                                    |                                       |
| ----- | ------------------------------------- | ------------------------------------- | ------------------------------------- | ------------------------------------- | ------------------------------------- | ------------------------------------- | ------------------------------------- | ------------------------------------- |
| 1985  | No clasificó                          | No clasificó                          | No clasificó                          | No clasificó                          | No clasificó                          | No clasificó                          | No clasificó                          |                                       |
| 1987  | No clasificó                          | No clasificó                          | No clasificó                          | No clasificó                          | No clasificó                          | No clasificó                          | No clasificó                          |                                       |
| 1989  | No clasificó                          | No clasificó                          | No clasificó                          | No clasificó                          | No clasificó                          | No clasificó                          | No clasificó                          |                                       |
| 1991  | No clasificó                          | No clasificó                          | No clasificó                          | No clasificó                          | No clasificó                          | No clasificó                          | No clasificó                          |                                       |
| 1993  | Cuarto lugar                          | 6                                     | 3                                     | 2                                     | 1                                     | 13                                    | 7                                     |                                       |
| 1995  | No clasificó                          | No clasificó                          | No clasificó                          | No clasificó                          | No clasificó                          | No clasificó                          | No clasificó                          |                                       |
| 1997  | No clasificó                          | No clasificó                          | No clasificó                          | No clasificó                          | No clasificó                          | No clasificó                          | No clasificó                          |                                       |
| 1999  | Fase de grupos                        | 3                                     | 0                                     | 2                                     | 1                                     | 3                                     | 4                                     |                                       |
| 2001  | No clasificó                          | No clasificó                          | No clasificó                          | No clasificó                          | No clasificó                          | No clasificó                          | No clasificó                          |                                       |
| 2003  | No clasificó                          | No clasificó                          | No clasificó                          | No clasificó                          | No clasificó                          | No clasificó                          | No clasificó                          |                                       |
| 2005  | No clasificó                          | No clasificó                          | No clasificó                          | No clasificó                          | No clasificó                          | No clasificó                          | No clasificó                          |                                       |
| 2007  | No clasificó                          | No clasificó                          | No clasificó                          | No clasificó                          | No clasificó                          | No clasificó                          | No clasificó                          |                                       |
| 2009  | No clasificó                          | No clasificó                          | No clasificó                          | No clasificó                          | No clasificó                          | No clasificó                          | No clasificó                          |                                       |
| 2011  | No clasificó                          | No clasificó                          | No clasificó                          | No clasificó                          | No clasificó                          | No clasificó                          | No clasificó                          |                                       |
| 2013  | No clasificó                          | No clasificó                          | No clasificó                          | No clasificó                          | No clasificó                          | No clasificó                          | No clasificó                          |                                       |
| 2015  | No clasificó                          | No clasificó                          | No clasificó                          | No clasificó                          | No clasificó                          | No clasificó                          | No clasificó                          |                                       |
| 2017  | No clasificó                          | No clasificó                          | No clasificó                          | No clasificó                          | No clasificó                          | No clasificó                          | No clasificó                          |                                       |
| 2019  | No clasificó                          | No clasificó                          | No clasificó                          | No clasificó                          | No clasificó                          | No clasificó                          | No clasificó                          |                                       |
| 2021  | Cancelado por la Pandemia de COVID-19 | Cancelado por la Pandemia de COVID-19 | Cancelado por la Pandemia de COVID-19 | Cancelado por la Pandemia de COVID-19 | Cancelado por la Pandemia de COVID-19 | Cancelado por la Pandemia de COVID-19 | Cancelado por la Pandemia de COVID-19 | Cancelado por la Pandemia de COVID-19 |
| 2023  | Fase de grupos                        | 3                                     | 0                                     | 0                                     | 3                                     | 1                                     | 8                                     |                                       |
| 2025  | No clasificó                          | No clasificó                          | No clasificó                          | No clasificó                          | No clasificó                          | No clasificó                          | No clasificó                          |                                       |
| Total | 3/19                                  | 12                                    | 3                                     | 4                                     | 5                                     | 17                                    | 19                                    |                                       |

### Eurocopa Sub-16
| Año   | Ronda          | J            | G            | E1           | P            | GF           | GC           |
| ----- | -------------- | ------------ | ------------ | ------------ | ------------ | ------------ | ------------ |
| 1982  | No clasificó   | No clasificó | No clasificó | No clasificó | No clasificó | No clasificó | No clasificó |
| 1984  | No clasificó   | No clasificó | No clasificó | No clasificó | No clasificó | No clasificó | No clasificó |
| 1985  | No clasificó   | No clasificó | No clasificó | No clasificó | No clasificó | No clasificó | No clasificó |
| 1986  | No clasificó   | No clasificó | No clasificó | No clasificó | No clasificó | No clasificó | No clasificó |
| 1987  | No clasificó   | No clasificó | No clasificó | No clasificó | No clasificó | No clasificó | No clasificó |
| 1988  | No clasificó   | No clasificó | No clasificó | No clasificó | No clasificó | No clasificó | No clasificó |
| 1989  | No clasificó   | No clasificó | No clasificó | No clasificó | No clasificó | No clasificó | No clasificó |
| 1990  | Tercer lugar   | 5            | 3            | 1            | 1            | 10           | 7            |
| 1991  | Fase de grupos | 3            | 0            | 1            | 2            | 1            | 3            |
| 1992  | No clasificó   | No clasificó | No clasificó | No clasificó | No clasificó | No clasificó | No clasificó |
| 1993  | Campeón        | 6            | 4            | 2            | 0            | 7            | 2            |
| 1994  | No clasificó   | No clasificó | No clasificó | No clasificó | No clasificó | No clasificó | No clasificó |
| 1995  | Fase de grupos | 3            | 0            | 1            | 2            | 1            | 3            |
| 1996  | Fase de grupos | 3            | 0            | 1            | 2            | 0            | 4            |
| 1997  | Fase de grupos | 3            | 1            | 0            | 2            | 4            | 8            |
| 1998  | No clasificó   | No clasificó | No clasificó | No clasificó | No clasificó | No clasificó | No clasificó |
| 1999  | Subcampeón     | 6            | 3            | 1            | 2            | 9            | 12           |
| 2000  | Fase de grupos | 3            | 1            | 1            | 1            | 8            | 10           |
| 2001  | Fase de grupos | 3            | 0            | 1            | 2            | 1            | 4            |
| Total | 9/19           | 35           | 12           | 9            | 14           | 41           | 53           |

1- Los empates también incluyen los partidos que se definieron por penales.

### Eurocopa Sub-17
| Año   | Ronda                                      | J                                          | G                                          | E1                                         | P                                          | GF                                         | GC                                         |
| ----- | ------------------------------------------ | ------------------------------------------ | ------------------------------------------ | ------------------------------------------ | ------------------------------------------ | ------------------------------------------ | ------------------------------------------ |
| 2002  | Fase de grupos                             | 3                                          | 1                                          | 1                                          | 1                                          | 4                                          | 3                                          |
| 2003  | No clasificó                               | No clasificó                               | No clasificó                               | No clasificó                               | No clasificó                               | No clasificó                               | No clasificó                               |
| 2004  | No clasificó                               | No clasificó                               | No clasificó                               | No clasificó                               | No clasificó                               | No clasificó                               | No clasificó                               |
| 2005  | No clasificó                               | No clasificó                               | No clasificó                               | No clasificó                               | No clasificó                               | No clasificó                               | No clasificó                               |
| 2006  | No clasificó                               | No clasificó                               | No clasificó                               | No clasificó                               | No clasificó                               | No clasificó                               | No clasificó                               |
| 2007  | No clasificó                               | No clasificó                               | No clasificó                               | No clasificó                               | No clasificó                               | No clasificó                               | No clasificó                               |
| 2008  | No clasificó                               | No clasificó                               | No clasificó                               | No clasificó                               | No clasificó                               | No clasificó                               | No clasificó                               |
| 2009  | No clasificó                               | No clasificó                               | No clasificó                               | No clasificó                               | No clasificó                               | No clasificó                               | No clasificó                               |
| 2010  | No clasificó                               | No clasificó                               | No clasificó                               | No clasificó                               | No clasificó                               | No clasificó                               | No clasificó                               |
| 2011  | No clasificó                               | No clasificó                               | No clasificó                               | No clasificó                               | No clasificó                               | No clasificó                               | No clasificó                               |
| 2012  | Semifinales                                | 4                                          | 1                                          | 2                                          | 1                                          | 2                                          | 2                                          |
| 2013  | No clasificó                               | No clasificó                               | No clasificó                               | No clasificó                               | No clasificó                               | No clasificó                               | No clasificó                               |
| 2014  | No clasificó                               | No clasificó                               | No clasificó                               | No clasificó                               | No clasificó                               | No clasificó                               | No clasificó                               |
| 2015  | No clasificó                               | No clasificó                               | No clasificó                               | No clasificó                               | No clasificó                               | No clasificó                               | No clasificó                               |
| 2016  | No clasificó                               | No clasificó                               | No clasificó                               | No clasificó                               | No clasificó                               | No clasificó                               | No clasificó                               |
| 2017  | No clasificó                               | No clasificó                               | No clasificó                               | No clasificó                               | No clasificó                               | No clasificó                               | No clasificó                               |
| 2018  | No clasificó                               | No clasificó                               | No clasificó                               | No clasificó                               | No clasificó                               | No clasificó                               | No clasificó                               |
| 2019  | No clasificó                               | No clasificó                               | No clasificó                               | No clasificó                               | No clasificó                               | No clasificó                               | No clasificó                               |
| 2020  | Cancelado debido a la pandemia de COVID-19 | Cancelado debido a la pandemia de COVID-19 | Cancelado debido a la pandemia de COVID-19 | Cancelado debido a la pandemia de COVID-19 | Cancelado debido a la pandemia de COVID-19 | Cancelado debido a la pandemia de COVID-19 | Cancelado debido a la pandemia de COVID-19 |
| 2021  | Cancelado debido a la pandemia de COVID-19 | Cancelado debido a la pandemia de COVID-19 | Cancelado debido a la pandemia de COVID-19 | Cancelado debido a la pandemia de COVID-19 | Cancelado debido a la pandemia de COVID-19 | Cancelado debido a la pandemia de COVID-19 | Cancelado debido a la pandemia de COVID-19 |
| 2022  | Fase de grupos                             | 3                                          | 0                                          | 1                                          | 2                                          | 3                                          | 9                                          |
| 2023  | Semifinales                                | 5                                          | 3                                          | 0                                          | 2                                          | 16                                         | 14                                         |
| 2024  | Cuartos de final                           | 4                                          | 1                                          | 1                                          | 2                                          | 7                                          | 6                                          |
| 2025  | No clasificó                               | No clasificó                               | No clasificó                               | No clasificó                               | No clasificó                               | No clasificó                               | No clasificó                               |
| Total | 5/21                                       | 19                                         | 6                                          | 5                                          | 8                                          | 32                                         | 34                                         |

1- Los empates también incluyen los partidos que se definieron por penales.